# Idaea capitata
Idaea capitata là một loài bướm đêm trong họ Geometridae.